# Bryum alpinum
Bryum alpinum là một loài Rêu trong họ Bryaceae. Loài này được Huds. ex With. mô tả khoa học đầu tiên năm 1801.